# 27739 Kimihiro
27739 Kimihiro este un asteroid din centura principală de asteroizi.

## Descriere
27739 Kimihiro este un asteroid din centura principală de asteroizi. A fost descoperit pe 17 octombrie 1990 la Geisei de Tsutomu Seki. Asteroidul prezintă o orbită caracterizată de o semiaxă mare de 2,40 ua, o excentricitate de 0,12 și o înclinație de 7,1° în raport cu ecliptica.